# 州間高速道路84号西線
州間高速道路84号線（しゅうかんこうそくどうろ84ごうせん、Interstate 84、略称I-84）はアメリカ合衆国北西部を通る州間高速道路である。ポートランド (オレゴン州)からエコー (ユタ州)近郊にある州間高速80号線とのジャンクションまでを結んでいる。オレゴン州とアイダホ州の区間は、ベトナム戦争退役軍人記念道路としても知られている。この道路は当初80号線から太平洋岸北西部への支線、80号北線と呼ばれていた。
この道路は、ポートランド、ボイシ、オグデンを結んでいる。ソルトレイクシティとは直接繋がっていないが、州間高速道路15号線からオグデン経由でアクセスすることができる。また、シアトルへは州間高速82号線経由で繋がっている。以上の都市から80号線、84号線を通じて米国東部へアクセスすることができる。
80号北線は当初アメリカ国道30号線と30号南線に沿って建設され、オレゴン・トレイルにも沿っている。84号線に変更されたのは1980年である。結果として84号線は2路線存在することにあり、もう一つの84号東線はアメリカ合衆国北東部に存在する。

## 全長
| miles  | km      | 通過州     |
| ------ | ------- | ---------- |
|        |         |            |
| 375.17 | 603.78  | オレゴン州 |
| 275.74 | 443.76  | アイダホ州 |
| 118.71 | 191.45  | ユタ州     |
|        |         |            |
| 769.62 | 1238.58 | 合計       |

## 通過する主要都市

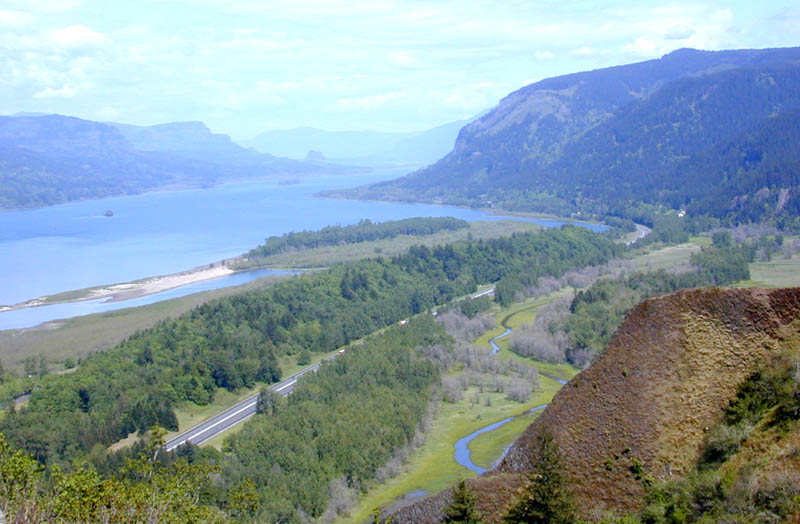
コロンビア峡谷と84号西線

オレゴン州
- ポートランド（州間高速道路5号線と接続）
- グレシャム
- フェアビュー（英語版）
- ウッドビレッジ（英語版）
- トラウトデール（英語版）
- カスケードロックス（英語版）
- フッドリバー
- モージア（英語版）
- ザ・ダルズ
- ルーファス（英語版）
- アーリントン（英語版）
- ボードマン（英語版）
- ハーミストン
- ペンドルトン
- ラグランド
- ベーカーシティ
- オンタリオ

アイダホ州
- コールドウェル
- ナンパ
- メリディアン
- ボイシ
- ツインフォールズ
- バーリー
- ヘイバーン
- デクロ

ユタ州
- スノービル
- ブリガムシティ
- オグデン
- モーガン
- エコー（州間高速道路80号線と接続）

## 交差する州間高速道路
オレゴン州
- 州間高速道路5号線（ポートランド）
- 州間高速道路205号線（ポートランド）
- 州間高速道路82号線（ハーミストン）

アイダホ州
- 州間高速道路184号線（ボイシ）
- 州間高速道路86号西線（デクロ）

ユタ州

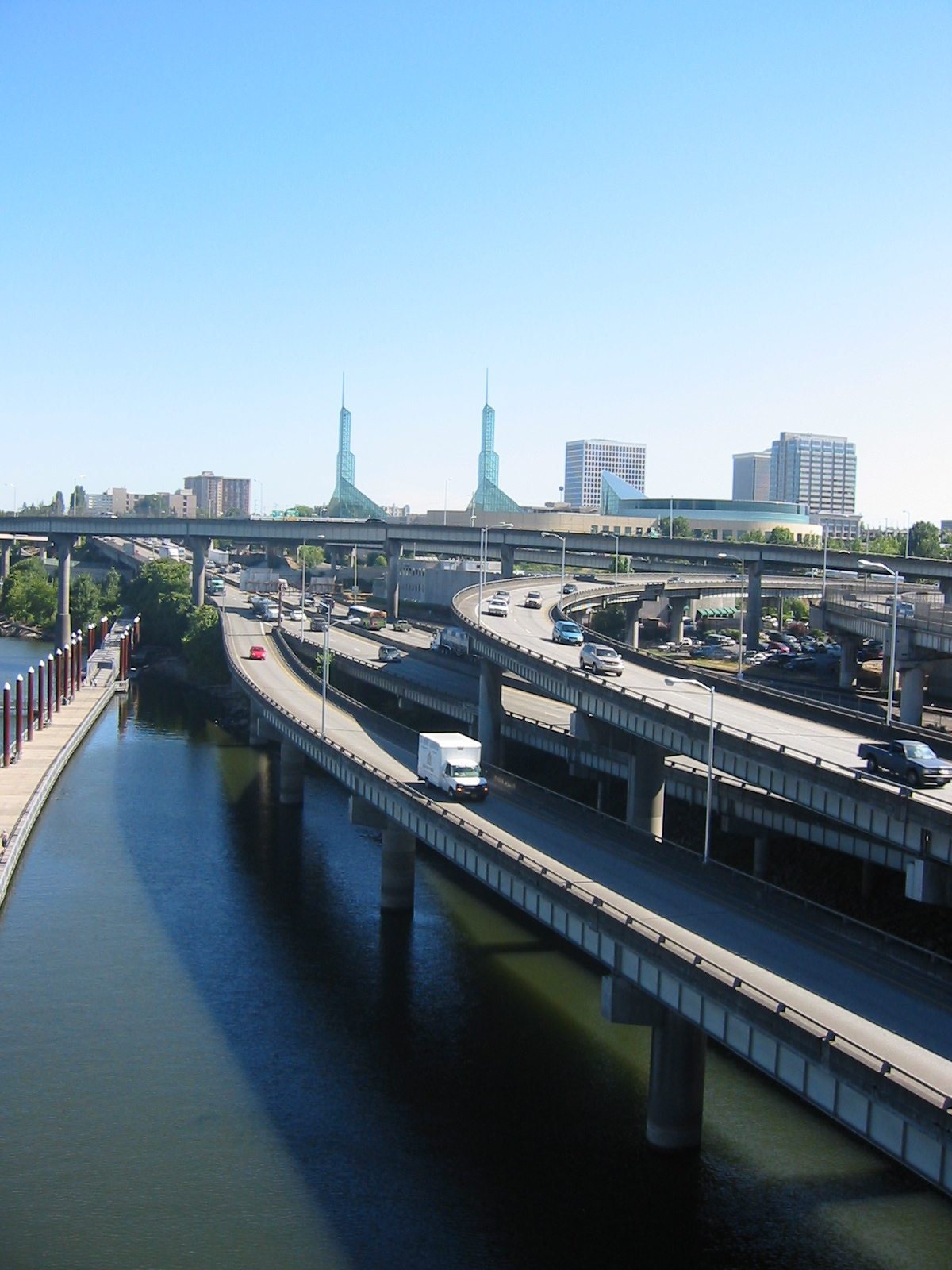
州間高速道路5号線と84号西線が交差するジャンクション（オレゴン州ポートランド）

- 州間高速道路15号線（トレモントン-オグデン間）
- 州間高速道路80号線（エコー）